# 윌프리드 자하
다젯 윌프리드 아르멜 자하(영어: Dazet Wilfried Armel Zaha, 1992년 11월 10일 ~ )는 현재 메이저 리그 사커의 샬럿 FC과 코트디부아르 국가대표팀에서 윙어 또는 공격수로 활약하고 있는 코트디부아르의 프로 축구 선수이다.
2010년, 자하는 아카데미에서 크리스털 팰리스 1군에 진출했다. 셀허스트 파크에서의 첫 3시즌 동안, 그는 모든 대회에서 18골을 넣었다. 2013년 1월, 그는 1,000만 파운드의 초기 이적료로 맨체스터 유나이티드로 이적했다. 자하는 시즌이 끝날 때까지 팰리스에 임대되었고, 그들이 프리미어리그로 복귀하는 것을 도왔다. 맨체스터 유나이티드에서 2013-14 시즌의 실패 후 (주로 카디프 시티에서 임대 생활을 했다), 자하는 2014년 8월에 1시즌 동안 임대로 팰리스에 복귀했고, 2015년 2월에 영구적으로 다시 합류했다. 그는 그 클럽에서 8시즌을 더 뛰었고, 그들의 역대 10번째로 높은 골잡이가 되었고, 2023년 갈라타사라이로 이적했다.
코트디부아르에서 태어난 자하는 4살 때부터 잉글랜드에서 자랐다. 그는 2012년에 잉글랜드 국가대표팀에 데뷔했고, 두 차례의 비경쟁 경기(그 중 후자는 2013년에 나왔다)에 출전했다. 4년 동안 잉글랜드 국가대표팀으로 뛰지 않은 후, 그는 2017년 아프리카 네이션스컵을 앞두고 코트디부아르 국가대표팀으로 전향했다.

## 어린 시절
코트디부아르 아비장에서 태어난 자하는 4살 때 런던 크로이던구에 있는 손턴 히스로 8명의 형제자매를 포함한 그의 가족과 함께 이주했다. 그는 화이트호스 매너 중학교, 손턴 히스와 셀던 고등학교에서 교육을 받았다.
그는 학교에서 축구를 하였고, 8살때 크리스탈 팰리스 아카데미에 들어갔다.

## 구단 경력

### 크리스털 팰리스
그는 2010년 크리스털 팰리스에서 데뷔했고 좋은모습을 보여주며 유망주로 주목받았다.
2013년 여름이적시장에서, 좋은 모습을 보여준 그는 명문 구단인 맨체스터 유나이티드로 이적한 뒤 크리스털 팰리스로 시즌 종료까지 재임대되었다.

### 맨체스터 유나이티드
2013년 1월 25일, 자하는 프리미어리그의 맨체스터 유나이티드로 이적하기로 합의하였고, 시즌 잔여 기간 동안 크리스털 팰리스로 임대되었다. 팰리스는 이적을 미루고 2013년 여름 이적에 합의하였으나, 풋볼 리그 규정에 따라 선수는 맨유로 이적하고 팰리스로 다시 임대되어야만 했다. 자하는 2013년 1월 26일, 1,000만 파운드에서 1,500만 파운드로 인상된 것으로 알려진 이적료에 5년 6개월 계약을 맺으며 맨유에서 메디컬 테스트를 통과했다.

### 카디프 시티
맨유에서 주전 경쟁에서 밀린 자하는 1월 겨울이적시장을 통해, 카디프 시티로 임대 이적하였다.

### 크리스털 팰리스
다시 한 번 크리스털 팰리스로 임대된 자하는 결국 14-15시즌 겨울 이적 시장에서 크리스털 팰리스로 완전이적하였다.

### 갈라타사라이
2023년 7월 23일, 쉬페르리그의 갈라타사라이는 자하가 이스탄불에 도착해 튀르키예 이적을 완료했다고 발표했다. 다음 날, 그는 자하에게 235만 유로의 이적료와 435만 유로의 연봉을 지급한다는 내용의 3년 계약을 체결했다.
8월 12일, 그는 카이세리스포르를 상대로 쉬페르리그 데뷔 전을 치렀다. 9월 20일, 그는 2-2로 비긴 코펜하겐과의 홈경기에서 테테의 골을 어시스트하며 챔피언스리그 조별 리그 데뷔 전을 치렀다. 10월 3일, 그는 친정팀 맨체스터 유나이티드를 상대로 3-2로 이긴 갈라타사라이와의 경기에서 챔피언스리그 첫 골을 기록했다.

## 국가대표팀 경력
자하는 그가 태어난 나라인 코트디부아르와 그가 자란 잉글랜드를 대표할 자격이 있었다.

### 잉글랜드 (2011년~2013년)
그의 첫 풀시즌에서의 성공은 2011년 2월 독일과의 경기에서 잉글랜드 U-19 대표팀의 소집으로 이어졌다. 그는 2012년 2월 23일에 U-21 대표팀에 소집되었다. 그는 4-0으로 이긴 벨기에와의 경기에서 데뷔 전을 치렀고, 앙리 랜스베리의 세 번째 골을 도왔다. 2012년 11월 11일, 자하는 11월 14일 스웨덴과의 친선 경기를 앞두고 로이 호지슨 감독에 의해 성인 대표팀에 소집되었다. 그는 83분에 라힘 스털링과 교체되어 들어갔다.
2018년 FIFA 월드컵을 앞두고 호지슨 감독이 지휘하는 크리스털 팰리스에서 자하가 좋은 모습을 보이자 감독은 잉글랜드와 인연을 맺기 위해 윙어를 투입하지 않은 것을 후회한다고 말했다.

### 코트디부아르 (2016년~현재)
2016년 11월 27일, 코트디부아르 축구 연맹은 자하가 그의 국제 축구 충성도를 잉글랜드에서 코트디부아르로 바꾸기 위해 FIFA에 서신을 보냈다고 확인했다. 이에 대한 대응으로, 잉글랜드의 개러스 사우스게이트 감독은 자하의 일관된 클럽 형태 때문에 충성도를 바꾸는 것을 만류할 것임을 시사했다.
1월, 자하는 2017년 아프리카 네이션스컵의 코트디부아르 선수단에 이름을 올렸다. 그는 1월 8일 아부다비에서 열린 스웨덴과의 친선 경기에서 데뷔 전을 치렀고, 하프타임에 교체로 들어가 지오바니 시오의 골을 도왔다. 3일 후, 같은 장소에서 열린 우간다를 상대로 그는 첫 국제 경기 선발 출전을 했고 3-0 승리에서 첫 골을 넣었다. 가봉에서 열린 토너먼트에서, 현 챔피언인 코트디부아르 국가대표팀은 조별 리그에서 탈락했고, 자하는 매 경기 선발로 출전했다.
자하는 이집트에서 열린 2019년 아프리카 네이션스컵에도 소집되었다. 그는 토너먼트에서 2골을 넣었는데, 하나는 나미비아와의 마지막 조별 리그 경기에서 4-1로 이긴 골이었고, 하나는 말리와의 마지막 16경기에서 나온 유일한 골이었다. 코트디부아르는 8강전에서 최종 승자인 알제리에게 승부차기로 패배했다.